# (100467) 1996 TD19
(100467) 1996 TD19 es un asteroide perteneciente al cinturón de asteroides, descubierto el 4 de octubre de 1996 por el equipo del Spacewatch desde el Observatorio Nacional de Kitt Peak, Arizona, Estados Unidos.

## Designación y nombre
Designado provisionalmente como 1996 TD19.

## Características orbitales
1996 TD19 está situado a una distancia media del Sol de 2,257 ua, pudiendo alejarse hasta 2,731 ua y acercarse hasta 1,783 ua. Su excentricidad es 0,210 y la inclinación orbital 1,586 grados. Emplea 1238 días en completar una órbita alrededor del Sol.

## Características físicas
La magnitud absoluta de 1996 TD19 es 16,5.